# Luxemburgo en los Juegos Olímpicos de Montreal 1976
Luxemburgo estuvo representado en los Juegos Olímpicos de Montreal 1976 por ocho deportistas masculinos que compitieron en cuatro deportes.
El portador de la bandera en la ceremonia de apertura fue el esgrimidor Robert Schiel. El equipo olímpico luxemburgués no obtuvo ninguna medalla en estos Juegos.